# Jakovljev Jak-23
Jakovljev Jak-23 (Як-23, USAF oznaka "Type 28", NATO oznaka "Flora") je bil enomotorni reaktivni lahki lovec, ki so ga razvili v 1940ih v Sovjetski zvezi. Razvit je bil na podlagi predhodnikov Jak-15 in Jak-17. Tako kot večina lovcev prve generacije, je bil tudi Jak-23 hitro upokojen.

## Specifikacije (Jak-23)
Splošne karakteristike
- Posadka: 1
- Dolžina: 8,12 m (26 ft 8 in)
- Razpon kril: 8,73 m (28 ft 8 in)
- Višina: 3,31 m (10 ft 10 in)
- Površina kril: 13,50 m² (145 ft²)
- Teža praznega letala: 1980 kg (4356 lb)
- Naložena teža: 3384 kg (7445 lb)
- Maks. vzletna teža: kg (lb)
- Pogon letala: 1 × Klimov RD-500 turboreaktivni motor, 15,6 kN (3500 lbf)

 Zmogljivost 
- Maks. hitrost: 923 km/h (577 mph)
- Doseg: 1400 km (875 milj)
- Višina leta: 14800 m (48500 ft)
- Hitrost vzpenjanja: 41,4 m/s (8150 ft/min)
- Obremenitev kril: 251 kg/m² (51 lb/ft²)
- Razmerje potisk/teža: 0,46

Oborožitev

- Topovi: 2 × 23 mm Nudelman-Rihter NR-23 s 90 naboji vsak